# 奥特马·舍克
奥特马·舍克（德語：Othmar Schoeck，1886年9月1日—1957年3月8日），瑞士作曲家，指挥家。早年从雷格学习，后回国任指挥。结识布索尼后，深受其影响。二战期间，曾因与纳粹有所合作而备受争议。
舍克的作品以晚期浪漫主义风格为主，和声复杂丰富，旋律高度半音化，感情色彩强烈。某些作品也呈现无调性的风格。舍克特别擅长声乐作品的写作，他的四百余首艺术歌曲在音乐史上地位颇高。

## 外部連結
- 奥特马·舍克的免费乐谱，由国际乐谱典藏计划提供